# Zuma
Zuma és un llogaret del Sudan, proper a Napata, excavat per Reisner que hi va trobar unes tombes similars a les de Tangasi, i emparentades amb les de Ballana. Es va suggerir que podrien ser de reis, i el lloc seu d'un regne, però per la seva relativa pobresa més aviat es creu actualment que foren tombes de caps locals.